# Tinzenhorn, Zügenschlucht près de Monstein
Tinzenhorn, Zügenschlucht près de Monstein est un tableau de l'artiste allemand Ernst Ludwig Kirchner, réalisé en  1919-1920.

## Contexte
Lorsque Kirchner s'installe définitivement en Suisse en 1918, le paysage l'aide à retrouver un équilibre.
« Je rêve d'un tableau du Tinzenhorn dans le rouge du couchant, avec seulement la montagne bleu sur bleu, toute simple. J'ai beaucoup de dessins préparatoires. » note alors Kirchner dans son journal.

## Historique

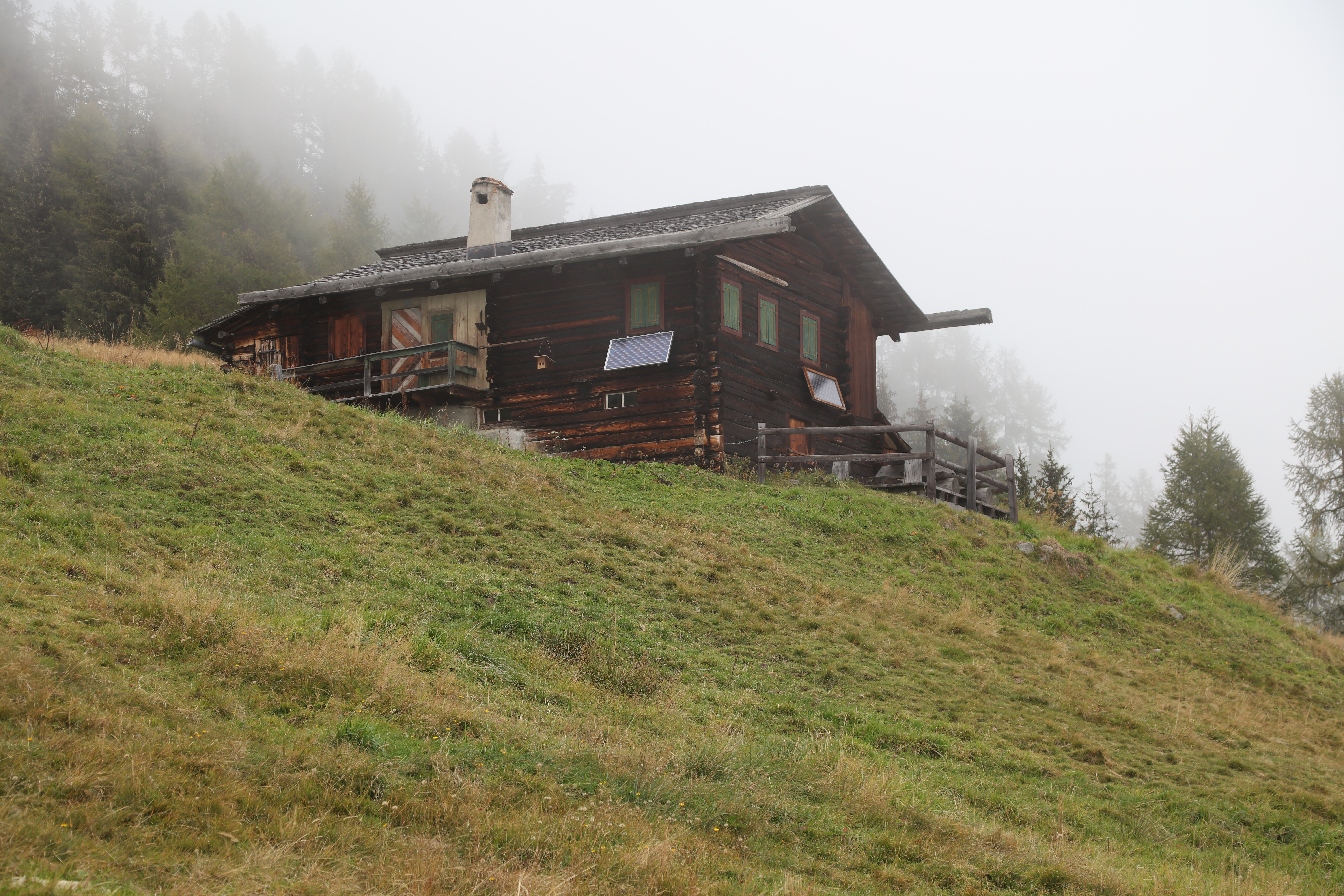
Le chalet habité par Kirchner en 1919 sur la Stafelalp

À partir de 1917, Kirchner, réformé, a séjourné à Davos, avec quelques interruptions. Le Tinzenhorn, qui est un élément remarquable du paysage au sud de Davos figure souvent sur ses tableaux. En août 1919, Kirchner a habité sur la Stafelalp au dessus de Davos Frauenkirch.  

## Galerie
Kirchner a peint plusieurs fois le  Tinzenhorn :

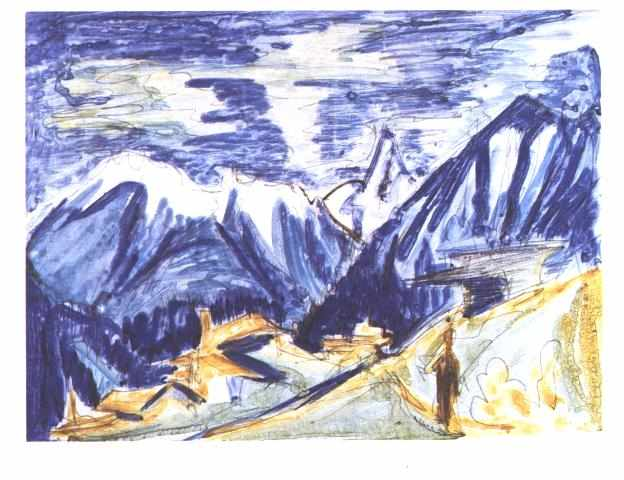
«Stafelalp à l'automne»  1919/20
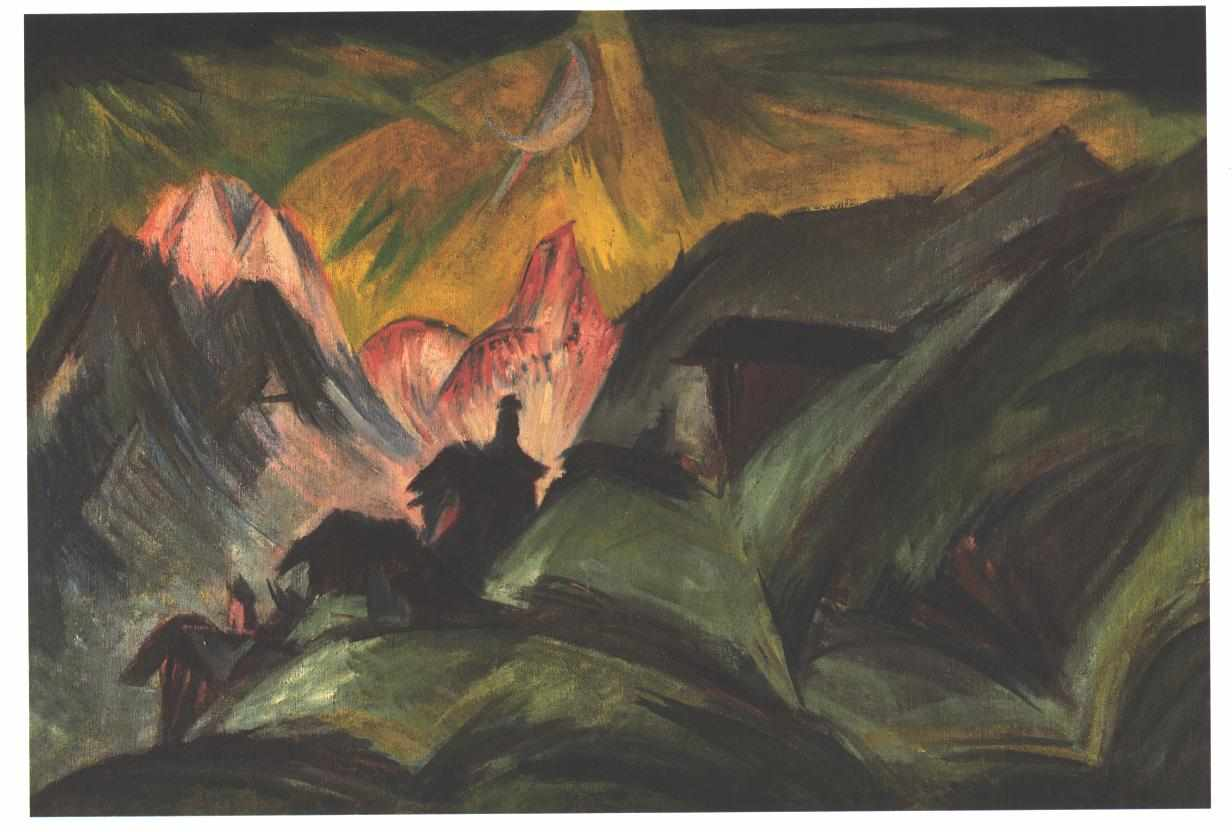
«Stafelalp au clair de lune» 1919
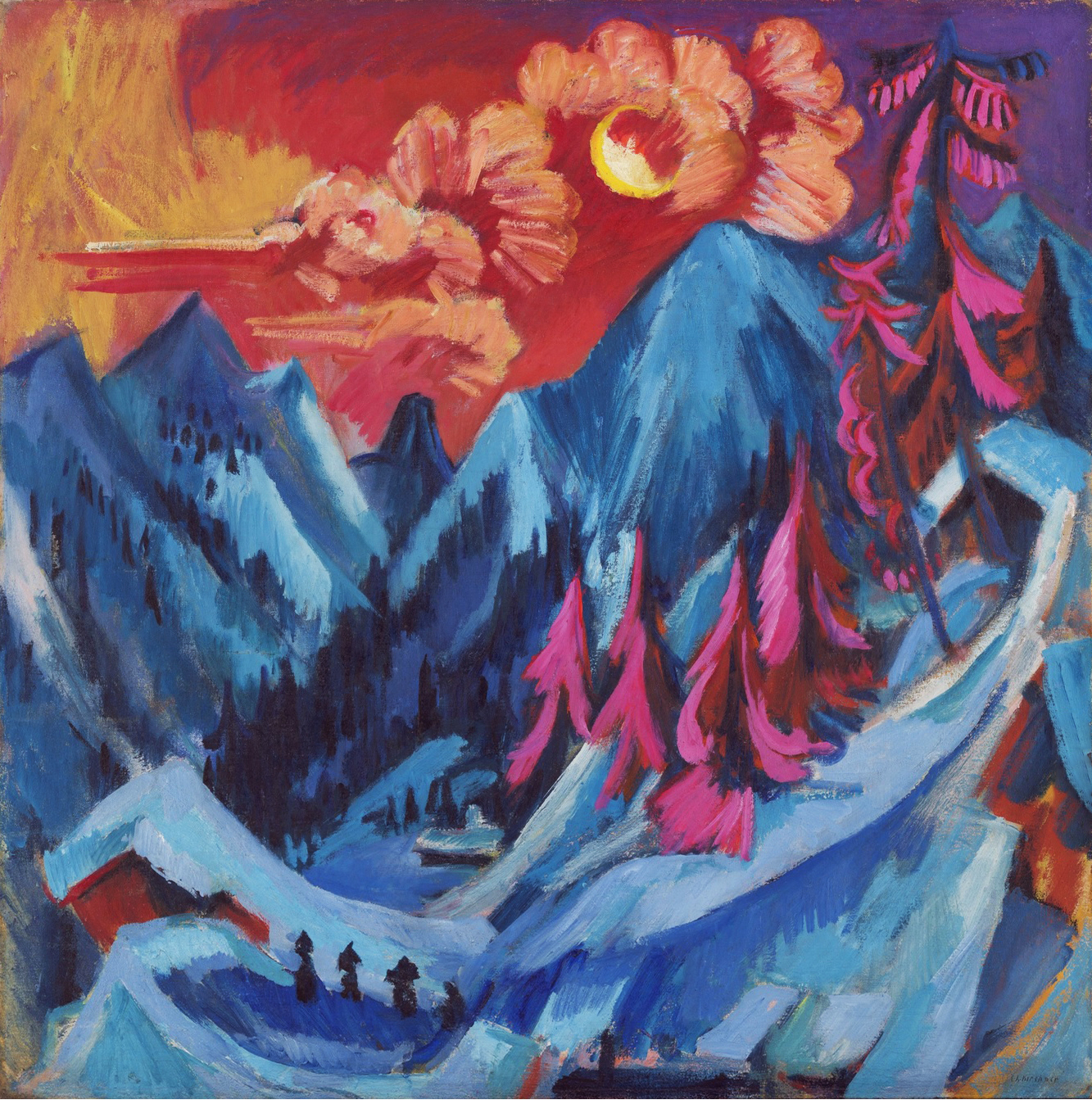
«Paysage sous la lune d'hiver» 1919
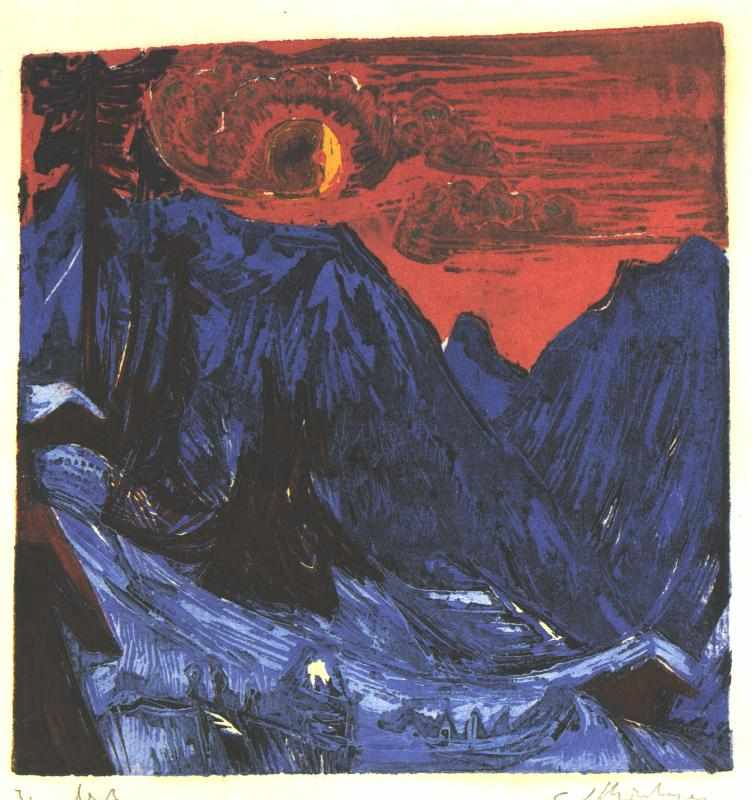
«Nuit d'hiver sous la lune» 1919